# Staurogyne spathulata
Staurogyne spathulata är en akantusväxtart som först beskrevs av Bi., och fick sitt nu gällande namn av Sijfert Hendrik Koorders. Staurogyne spathulata ingår i släktet Staurogyne och familjen akantusväxter. Inga underarter finns listade i Catalogue of Life.